# 마이크로소프트 개발자 네트워크
마이크로소프트 개발자 네트워크(Microsoft Developer Network, MSDN)은 마이크로소프트의 부서로, 운영체제(OS)에 관심이 있는 하드웨어 개발자와 다양한 OS 플랫폼에서 개발하거나 마이크로소프트 애플리케이션의 API 또는 스크립팅 언어를 사용하는 소프트웨어 개발자와 같은 개발자 및 테스터와의 관계를 관리하는 역할을 했다. 관계 관리는 다양한 미디어를 통해 이루어졌다: 웹사이트, 소식지, 개발자 회의, 무역 미디어, 블로그 및 DVD 배포.
2020년 1월부터 웹사이트는 마이크로소프트 독스에 완전히 통합되었고(그 자체로 2022년 Microsoft Learn에 통합됨).

## 웹사이트
msdn.microsoft.com에 있는 MSDN의 주요 웹 존재는 마이크로소프트와 커뮤니티 전체가 작성한 정보, 문서 및 토론을 제공하는 개발자 커뮤니티를 위한 사이트 모음이었다. 마이크로소프트는 나중에 MSDN을 일방적인 서비스가 아닌 개발자 커뮤니티와의 열린 대화로 만들기 위해 포럼, 블로그, 라이브러리 주석 및 소셜 북마크의 통합에 중점을 두기 시작했다. 메인 웹사이트와 아래의 대부분의 구성 애플리케이션은 56개 이상의 언어로 제공되었다.

### 라이브러리
MSDN 라이브러리는 마이크로소프트 윈도우용 소프트웨어의 독립 소프트웨어 개발자를 위한 공식 기술 문서 라이브러리였다. MSDN 라이브러리는 마이크로소프트 제품과 함께 제공되는 API를 문서화했으며 샘플 코드, 기술 문서 및 기타 프로그래밍 정보를 포함했다. 라이브러리는 웹에서 자유롭게 사용할 수 있었으며, 최신 자료가 포함된 콤팩트 디스크 및 DVD는 처음에 MSDN 구독의 일부로 분기별로 발행되었다. 그러나 2006년부터 ISO 이미지 형태로 마이크로소프트 다운로드 센터에서 자유롭게 다운로드할 수 있게 되었다.
비주얼 스튜디오 익스프레스 에디션은 전체 MSDN 라이브러리의 하위 집합인 MSDN 익스프레스 라이브러리와만 통합되었지만, MSDN 라이브러리의 어떤 에디션이든 자유롭게 다운로드하여 독립적으로 설치할 수 있었다.
비주얼 스튜디오 2010에서는 MSDN 라이브러리가 새로운 도움말 시스템으로 대체되었으며, 이는 비주얼 스튜디오 2010 설치의 일부로 설치되었다. 도움말 라이브러리 관리자는 선택된 주제를 다루는 도움말 콘텐츠 책을 설치하는 데 사용되었다.
2016년, 마이크로소프트는 TechNet 및 MSDN 라이브러리를 대체할 새로운 기술 문서 플랫폼인 마이크로소프트 독스를 도입했다. 다음 2년 동안 MSDN 라이브러리의 내용은 점차 마이크로소프트 독스로 마이그레이션되었다. 2022년에는 마이크로소프트 독스 자체가 Microsoft Learn에 편입되었다. MSDN 라이브러리 페이지는 이제 해당 Microsoft Learn 페이지로 리다이렉션된다.

#### 비주얼 스튜디오와의 통합
각 MSDN 라이브러리 에디션은 당시의 단일 버전 또는 때로는 두 가지 버전의 비주얼 스튜디오와 통합된 하나의 도움말 뷰어(Microsoft Document Explorer 또는 다른 도움말 뷰어)로만 접근할 수 있었다. 또한, 비주얼 스튜디오의 각 새 버전은 이전 버전의 MSDN과 통합되지 않았다. 호환되는 MSDN 라이브러리는 비주얼 스튜디오의 각 새 버전과 함께 출시되었으며 비주얼 스튜디오 DVD에 포함되었다. 비주얼 스튜디오의 새 버전이 출시됨에 따라 MSDN 라이브러리의 새 에디션은 이전 비주얼 스튜디오 버전과 통합되지 않았고, 더 이상 사용되지 않거나 중단된 제품에 대한 오래되거나 구식 문서를 포함하지도 않았다. MSDN 라이브러리 버전은 나란히 설치될 수 있었는데, 즉 이전 버전과 새 버전의 MSDN 라이브러리가 모두 공존할 수 있었다.

### 포럼
MSDN 포럼은 다양한 소프트웨어 개발 주제를 커뮤니티에서 토론하는 데 사용되는 웹 기반 포럼이었다. MSDN 포럼은 2008년 동안 스레드의 인라인 미리 보기, AJAX 필터링, 슬라이드 업 게시 편집기와 같이 효율성을 향상시키기 위해 설계된 새로운 기능을 제공하는 완전히 새로운 플랫폼으로 마이그레이션되었다.

### 블로그
MSDN 블로그는 마이크로소프트의 도메인 네임 blogs.msdn.com에서 호스팅되는 일련의 블로그였다. 일부 블로그는 제품(예: 비주얼 스튜디오, 인터넷 익스플로러, 파워셸) 또는 제품 버전(예: 윈도우 7, 윈도우 8)에 전념했으며, 다른 블로그는 마이크로소프트 직원(예: 마이클 하워드 또는 레이먼드 첸)에게 속했다. 2020년 5월, MSDN 및 TechNet 블로그가 폐쇄되고 내용은 마이크로소프트 독스에 보관되었다.

### 소셜 북마크
MSDN 소셜의 소셜 북마크는 2008년에 처음 출시되었으며, 사용자 태그 지정 및 피드를 핵심으로 하는 새로운 웹 플랫폼을 기반으로 구축되었다. 소셜 북마크 애플리케이션의 목표는 개발자 커뮤니티 구성원이 다음을 수행할 수 있는 방법을 제공하는 것이었다.
- 웹 전반의 모든 주제에 대한 고품질 링크 데이터베이스에 기여한다. 하나 이상의 태그(예: ".net" 및 "데이터베이스")를 필터링하여 사용자는 인기 있는 또는 최신 링크를 발견하고 해당 링크의 피드를 구독할 수 있었다.
- 전문가가 추천하는 사이트를 찾고 팔로우한다. 각 프로필 페이지에는 사용자 기여의 피드가 포함되었다. 사용자는 각 북마크의 드롭다운 메뉴를 통해 발견될 수 있었다.
- 프로필에 표시된 링크를 통해 전문 지식을 보여준다.
- 좋아하는 링크를 온라인에 저장한다.

애플리케이션의 초기 릴리스는 북마크릿 및 가져오기 기능을 포함하여 해당 장르의 표준 기능을 제공했다. MSDN 웹사이트도 관련 블로거의 피드와 함께 전문가 및 커뮤니티의 소셜 북마크 피드를 통합하기 시작했다.
소셜 북마크 기능은 2009년 10월 1일에 중단되었다.

### 갤러리
MSDN 갤러리는 커뮤니티가 작성한 코드 샘플 및 프로젝트의 저장소였다. 2008년에 출시된 이 사이트의 목적은 마이크로소프트의 오픈 소스 소프트웨어 프로젝트 호스팅 사이트인 CodePlex를 보완하는 것으로 발전했다. MSDN 갤러리는 2022년에 폐쇄되었으며 모든 MSDN 페이지는 이제 Microsoft Learn의 새로운 코드 샘플 환경으로 리다이렉션된다.

## 소프트웨어 구독
MSDN은 역사적으로 개발자들이 공개된 거의 모든 마이크로소프트 소프트웨어를 사용할 수 있는 접근 권한과 라이선스를 제공하는 구독 패키지를 제공했다. 구독은 연간 단위로 판매되었으며, 여러 등급으로 제공되었기 때문에 연간 구독당 미화 1,000달러에서 6,000달러까지 비용이 들었다.
대부분의 경우 소프트웨어 자체는 완전한 제품과 정확히 동일하게 작동했지만, MSDN 최종 사용자 라이선스 계약은 비즈니스 생산 환경에서 소프트웨어 사용을 금지했다. 이는 기술적인 제한이 아니라 법적인 제한이었다. 마이크로소프트 오피스에는 예외가 적용되어 별도의 라이선스 없이 비즈니스 목적을 포함한 개인적인 사용이 허용되었지만, 이는 "MSDN 프리미엄 구독"에 한하며 "소프트웨어 프로젝트의 설계, 개발, 테스트 및 문서화와 직접적으로 관련된 경우"에만 가능했다. 이는 종료되지 않는다.

## MSDN 매거진
마이크로소프트는 월간 발행물인 MSDN 매거진에 대한 편집 콘텐츠를 제공했다. 이 매거진은 2000년 3월에 Microsoft Systems Journal(MSJ)과 Microsoft Internet Developer(MIND) 매거진의 합병으로 탄생했다.
MSJ 과월호는 온라인에서 볼 수 있었다. MSDN 매거진은 미국에서 인쇄 잡지로 발행되었으며, 11개 언어로 온라인에서 볼 수 있었다. 이 잡지의 마지막 호는 2019년 11월에 발행되었다.

### 마이크로소프트 시스템즈 저널
Microsoft Systems Journal은 1986년에 창간된 격월간 마이크로소프트 매거진이었다.

## 역사
MSDN은 1992년 9월에 기술 문서, 샘플 코드, 소프트웨어 개발 키트의 분기별 CD-ROM 기반 편집본으로 출시되었다. 첫 두 MSDN CD 출시(1992년 9월 및 1993년 1월)는 사전 출시 디스크(각각 P1 및 P2)로 표시되었다. 1993년 4월에 출시된 디스크 3은 첫 번째 정식 출시였다. CD 외에도 16페이지짜리 타블로이드 신문인 Microsoft Developer Network News가 있었는데, 이 신문은 이전에 주요 매킨토시 기술 저널인 MacTech의 창립 편집자였던 앤드루 하임스가 편집했다. 1993년에는 MAPI, ODBC, TAPI 및 VFW SDK를 포함하는 레벨 II 구독이 추가되었다.

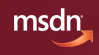
MSDN 로고, 2001–2009

MSDN2는 2004년 11월에 비주얼 스튜디오 2005 API 정보 소스로 개설되었으며, 주목할 만한 차이점은 업데이트된 웹사이트 코드, 웹 표준에 더 잘 부합하고 따라서 인터넷 익스플로러에 대한 대안 웹 브라우저에 대한 오랜 기다림 끝에 향상된 지원을 제공하는 것이었다. 2008년에는 원래의 MSDN 클러스터가 폐쇄되었고 MSDN2는 msdn.microsoft.com이 되었다.

### Dr GUI와 MSDN 작가 팀
1996년, 밥 건더슨은 앤드루 하임스가 편집한 Microsoft Developer Network News에 "Dr.GUI"라는 필명으로 칼럼을 쓰기 시작했다. 이 칼럼은 MSDN 구독자들이 제출한 질문에 대한 답변을 제공했다. Dr. GUI의 캐리커처는 건더슨의 사진을 기반으로 했다. 그가 MSDN 팀을 떠났을 때 데니스 크레인이 Dr. GUI 역할을 맡아 칼럼에 의학적 유머를 추가했다. 그가 떠난 후, Dr. GUI는 라이브러리에 심층적인 기술 기사를 제공했던 원래 개발자 기술 엔지니어 그룹(특히 폴 존스)의 복합적인 정체성이 되었다. 초기 멤버는 밥 건더슨, 데일 로거슨, 뤼디거 R. 아셰, 켄 라세슨, 나이젤 톰슨(일명 허먼 로덴트), 낸시 클러츠, 폴 존스, 데니스 크레인, 켄 버그만이었다. 나이젤 톰슨은 원래 윈도우에 멀티미디어 기능을 추가한 Windows Multimedia Extensions의 개발 관리자였다. 레난 제프리스는 이전 멀티미디어 뷰어 엔진 대신 인터넷 및 HTML로 MSDN을 게시하기 위한 원래 시스템(판다)을 만들었다. 데일 로거슨, 나이젤 톰슨, 낸시 클러츠는 모두 MSDN 팀에서 MS Press 책을 출판했다. 2010년 8월 현재, 데니스 크레인과 데일 로거슨만이 마이크로소프트에 고용되어 있다.

## 같이 보기
- 드림스파크
- 마이크로소프트 테크넷
- 오라클 개발자
- 더 코드 룸
- MDN 웹 문서